# Ole Sylvester Jørgensen
Ole Sylvester Jørgensen, född 1943, är en dansk läkare.
Jørgensen är specialist i barnpsykiatri, överläkare vid Bispebjerg Hospital i Köpenhamn och docent i barn- och ungdomspsykiatri vid Köpenhamns universitet. Han är en framstående forskare inom barnneuropsykiatri och har särskilt intresserat sig för gränsdragningsproblem mellan autismspektrumstörningar och andra psykiatriska diagnoser som till exempel schizofreni.